# 96-й стрелковый корпус
96-й стрелковый Брестский Краснознамённый корпус — общевойсковое формирование (соединение, стрелковый корпус) РККА Вооружённых Сил СССР.
Условное наименование — войсковая часть полевая почта (в/ч пп) № 77744.
Сокращённое наименование — 96 ск.

## История формирования
По приказу ставки Верховного Главнокомандующего 17 августа 1943 года в деревне Подгорье (7 км от Демянска) было сформировано управление 96-го стрелкового корпуса. Командиром корпуса был назначен генерал-майор Я. Д. Чанышев.
5 сентября корпус приказом Северо-Западного фронта передислоцирован в деревню Тутилово. В первоначальный состав корпуса вошли:
- 150-я стрелковая дивизия
- 137-я отдельная стрелковая бригада
- 25-й отдельный дивизион катеров
- 990-й отдельный батальон связи
- 2890-я военно-почтовая станция

## Участие в боевых действиях
Период вхождения в действующую армию: 17 августа 1943 года — 10 ноября 1943 года, 23 ноября 1943 года — 3 февраля 1944 года, 13 марта 1944 года — 9 мая 1945 года.
C 12 сентября 1943 года 96-й корпус в составе 34-й армии оборонялся на фронте 70 километров, прикрывал Ильменское и Старо-Русское направление Северо-Западного фронта.
14 октября 1943 года приказом 34-й армии управление корпуса выведено в резерв Северо-Западного фронта и сосредоточилось в деревне Обща.
24 октября 1943 года приказом Северо-Западного фронта в корпус введены 26-я гвардейская и 150-я стрелковые дивизии, корпус выведен в резерв 34-й армии и сосредоточен в районе деревни Берлюково.
11 ноября 1943 года на основании приказа 34-й армии, корпус с 150-й стрелковой дивизией был погружён на железнодорожных станциях Пола и Парфино, после чего переброшен по железной дороге на станцию Великие Луки, где вошёл в состав 6-й гвардейской армии 2-го Прибалтийского фронта.
4 декабря 1943 года штаб корпуса сосредоточился в районе деревни Ратьково где в его подчинение были введены 67-я, 71-я гвардейские и 150-я стрелковые дивизии, с данными частями корпус занял оборону.
С 13 декабря 1943 года корпус в составе 67-й гвардейской, 150-й и 185-й стрелковых дивизий проводит наступательные действия в полосе — Петлино, Залонье, Беляхи.
С 14 декабря 1943 года корпус в составе 67-й и 71-й гвардейских, 150-й, 185-й стрелковых дивизий, наступает с задачей выйти на шоссе Невель — Пустошка.
Утром 1 января 1944 года, после артиллерийской подготовки, войска 6-й гвардейской армии в составе 96-го стрелкового корпуса на левом фланге, 97-го и 98-го стрелковых корпусов на правом фланге перешли в наступление. 2 января 1944 года 96-й стрелковый корпус в составе 282-й и 379-й стрелковых дивизий преследуя противника с боями вышел на рубеж: Гришино, Кожемякино, Нивье, Заречье.
С 6 января 1944 года корпус получает в своё подчинение 165-ю, 379-ю, 200-ю и 52-ю гвардейскую стрелковые дивизии с которыми переходит в наступление в направлении железнодорожной станции Маево.
С 9 января 1944 года корпус в составе 379-й и 200-й стрелковых дивизий перешёл к обороне на фронте: Алешкова, Межник, Гуден. C 10 по 30 января корпус вёл наступательные действия по овладению деревень: Абабково, Брагино, Емельяново, Демянцы, Заходы.
С 30 января 1944 года управление корпуса вышло из подчинения 6-й гвардейской армии и переходит в распоряжение 10-й гвардейской армии. 96-й стрелковый корпус в составе 1-й и 185-й стрелковых дивизий вёл наступательные действия по овладению городом Новосокольники, с занятием которых перешёл в наступление в направлении Малые Сокольники.
Ведя непрерывные бои в течение 5 месяцев, корпус понёс потери и с 3 февраля 1944 года, на основании Директивы начальника Генштаба от 1 февраля 1944 года № 291578/8048, сдав свою полосу обороны был выведен в резерв Главного командования. Корпус сосредоточился юго-восточнее города Калинина, управление корпуса деревня Мятлево. В течение месяца приводилась в порядок боевая техника, велась боевая подготовка с личным составом.
С 20 марта 1944 года корпус в составе 70-й армии 2-го Белорусского фронта. Прибыв во второй половине марта в район станции Рафуловка корпус вынужден был с хода вступить в бой со рвущимся к Ковелю противником на реках Припять и Выжевка. В течение семи дней с 27 марта по 2 апреля 1944 года соединения корпуса остановили противника, сорвали его попытку пробиться к его войскам, находящимся в «котле» и перешли к жёсткой обороне.
С 2 апреля по 19 июля 1944 года корпус оборонял полосу в 60 км на южном берегу реки Припять и восточном берегу реки Выжевка, вёл активную разведку, укреплял в инженерном отношении достигнутые рубежи. За это время отразил несколько крупных попыток противника переправиться через реки Припять и Выжевка и захватить плацдарм на их восточном берегу.
В июне 1944 года была проведена частная операция по захвату плацдарма на левом берегу реки Припять в районе Пяски Жечицке. 21 июня батальон 38-й гвардейской стрелковой дивизии с двумя штрафными ротами скрытно и бесшумно сосредоточился на правом берегу, умело форсировал реку и преодолев инженерные заграждения и препятствия внезапно атаковал противника, выбил его с Пяски Жечицке нанеся большие потери в живой силе и технике. Противник предпринимал неоднократно контратаки превосходящими силами, из за этого подразделения не успели как следует закрепиться, чтобы не нести излишних потерь был дан приказ отойти на левый берег реки Припять. Проведённая частная операция выявила высокий боевой дух войск, массовый героизм бойцов и офицеров, позволила подготовить войска к дальнейшим наступательным боям и в короткие сроки с 19 по 30 июля провести окружение и уничтожение Брестской группировки противника. В первый же день наступления, 19 июля, части и соединения корпуса форсировав реку Выжевка, преодолели широкую полосу инженерных препятствий и заграждений, прорвали долговременную глубоко эшелонированную оборону противника на фронте 36 км и продвинулись в глубину до 30 км, прорвав ещё несколько заранее подготовленных тыловых рубежей. Преследуя арьергардные части, не давая им закрепляться на промежуточных рубежах, войска корпуса на третий день наступления вышли к Государственной границе СССР реке Западный Буг южнее города Брест, с хода форсировали реку и захватили плацдарм в районе Яблочна, Лишна, Славатыче, Ганна. Продолжая бои на западном берегу корпус освободил до 300 населённых пунктов в том числе город Бяла-Подляска, перерезал железные и шоссейные дороги Брест — Варшава и шоссе Жабинка-Янов Подляски и вторично подойдя к реке Западный Буг с востока завершил окружение пяти дивизий противника западнее города Брест. Три дня противник пытался прорваться из окружения, но несмотря на численное превосходство успеха не имел, войска корпуса полностью уничтожили находящиеся в «котле» части противника. За эту операцию корпусу присвоено почётное наименование «Брестский».
После ликвидации Брестского «котла» корпус продолжал преследовать отходящего противника, освобождая территорию Польши. Первую свою годовщину корпус отмечал во время жарких боёв севернее столицы Польши — города Варшавы. В октябре 1944 года очищал от противника междуречье Вислы и Западного Буга.
27 октября 1944 года корпус был выведен в резерв фронта и в районе севернее города Радзымин начал приводить в порядок боевую технику, получать и обучать пополнение.
С ноября 1944 года корпус вошёл в состав 2-го Белорусского фронта. 14 января 1945 года корпус после интенсивной обработки переднего края обороны противника, в результате четырёхдневных боёв, прорвал позиционную, сильно укреплённую, густо насыщенную инженерными заграждениями и препятствиями оборону противника и первым во 2-м Белорусском фронте с хода форсировал реку Висла. В первой половине февраля 1945 года корпус вёл бои за расширение плацдарма на западном берегу реки Висла и с Торнской группировкой старавшейся вырваться из окружения. В этих боях проявился массовый героизм войск корпуса. Так второй батальон 113-го гвардейского стрелкового полка в деревне Трутново два дня дрался в полном окружении, в боях нередко доходивших до рукопашных схваток, нанёс большие потери противнику, пробился к своим частям вывезя раненых, технику и трофеи. В то же время Торнская группировка противника, прорвав окружавшее её кольцо ударила по войскам корпуса с тыла. Войска корпуса с честью выдержали труднейшие бои на два фронта, ликвидировали противника окружённого в Торне и после незначительной перегруппировки перешли в наступление.
3 марта 1945 года войска корпуса ворвались на территорию фашистской Германии. Наступая корпус вышел на подступы к Гдингену и Данцигу. Продвигаясь по 500—1000 метров в сутки части корпуса овладели предместьями Гдыни — городом Цоппот, населёнными пунктами Гросс и Клайн Коц и первыми ворвались в город Гдыня, где в уличных рукопашных боях уничтожили и частично пленили живую силу противника. Закончив разгром Данцигско-Гдыньской группировки противника в первой половине апреля 1945 года корпус, совершив 350 км марш вышел к Одеру 20 км южнее Штеттин, где сменил передовые части 49-й армии. В течение нескольких дней корпус вёл бои за плацдарм на западном берегу реки Вест Одер, враг неоднократно предпринимал крупные контратаки, но не выдержал и вынужден был отступить с заранее подготовленных рубежей и затем обратился в бегство. Части корпуса преследовали отступающего противника, не дали ему закрепиться ни на одном рубеже. За успешное форсирование Одера и овладение городами Барт, Бад-Доберан, Нойбуков, Варен, Виттенберг корпус был награждён Орденом боевого Красного Знамени.
3 мая 1945 года в районе города Шверин корпус встретился с союзными войсками и перешёл к обороне на восточном берегу озера Шверинерзе.

## Послевоенная история
10 июня 1945 года, на основании директивы Ставки Верховного Главнокомандования № 11097 от 29 мая 1945 года, 96-й отдельный стрелковый корпус вошёл в Северную группу войск, с местом дислокации Ломжа, Млава, Пултуск Польской Народной Республики.
- 10-я гвардейская стрелковая Печенгская дважды Краснознамённая, орденов Александра Невского и Красной Звезды дивизия, в/ч 01510
- 38-я гвардейская стрелковая Лозовская Краснознамённая дивизия, в/ч 06705
- 76-я гвардейская стрелковая Черниговская Краснознамённая, ордена Суворова дивизия в/ч 07264[5]
- 313-й гвардейский миномётный Бобруйский Краснознамённый орденов Суворова, Кутузова и Александра Невского полк
- 1436-й самоходно-артиллерийский Минско-Гданьский ордена Ленина Краснознамённый, ордена Суворова полк
- 990-й отдельный Торуньский[6] батальон связи
- 101-й отдельный корпусной Стрыйский ордена Богдана Хмельницкого сапёрный батальон
- 257-я подвижная авторемонтная база
- 500-й отдельный зенитный артиллерийский дивизион
- 2890-я военно-почтовая станция
  - 78014-я полевая почта
- 78-я гвардейская корпусная артиллерийская бригада[7]:
  - 85-й гвардейский гаубичный артиллерийский Симферопольский Краснознамённый, орденов Суворова, Кутузова и Александра Невского полк, в/ч 34465
  - 41-й гвардейский пушечный артиллерийский Верхнеднепровский орденов Суворова, Кутузова и Александра Невского полк
  - 29-й отдельный разведывательный дивизион

30 июня 1945 года в подчинение корпуса из состава 1-й гвардейской армии были переданы 237-я, 226-я и 30-я стрелковые дивизии. По прибытии в состав корпуса данные дивизии были расформированы передав свой личный состав и имущество другим дивизиям корпуса: 237-я — 10-й гвардейской, 226-я — 76-й гвардейской, 30-я — 38-й гвардейской. В сентябре 1945 года 1436-й самоходно-артиллерийский полк преобразован в 1436-й отдельный танковый батальон.
В декабре 1945 года корпус был выведен на территорию Воронежского военного округа, штаб в городе Курск, при этом входившие в него 10-я и 76-я дивизии оказались в других округах, а вместо них в состав корпуса вошли:
- 272-я стрелковая Свирско-Померанская Краснознамённая, ордена Красной Звезды дивизия в/ч 17689 (Курск)
- 413-я стрелковая Брестская Краснознамённая, орденов Суворова и Кутузова дивизия в/ч 01840 (Белгород)

В мае 1946 года управление 96-го стрелкового Брестского Краснознамённого корпуса было расформировано.

## Подчинение и боевой состав
| Подчинение | Подчинение              | Подчинение             | Подчинение                                                                                                   | Подчинение | Подчинение |
| Дата       | Фронт                   | Армия                  | Состав (стрелковые формирования)                                                                             | Другие части | Примечания |
| ---------- | ----------------------- | ---------------------- | --- | --- | ---------- |
| 01.09.1943 | Северо-Западный фронт   | фронтового подчинения  | управление корпуса                                                                                           | — | —          |
| 01.10.1943 | Северо-Западный фронт   | 34-я армия             | 150-я стрелковая дивизия 137-я стрелковая бригада                                                            | 25-й отдельный дивизион катеров 990-й отдельный батальон связи 2890-я военно-почтовая станция | —          |
| 01.11.1943 | Северо-Западный фронт   | 34-я армия             | 37-я стрелковая дивизия 150-я стрелковая дивизия 370-я стрелковая дивизия                                    | 25-й отдельный дивизион катеров 990-й отдельный батальон связи 2890-я военно-почтовая станция | —          |
| 01.12.1943 | 2-й Прибалтийский фронт | 6-я гвардейская армия  | 67-я гвардейская стрелковая дивизия 71-я гвардейская стрелковая дивизия                                      | 990-й отдельный батальон связи 2890-я военно-почтовая станция | —          |
| 01.01.1944 | 2-й Прибалтийский фронт | 6-я гвардейская армия  | 282-я стрелковая дивизия 379-я стрелковая дивизия                                                            | 990-й отдельный батальон связи 2890-я военно-почтовая станция | —          |
| 01.02.1944 | 2-й Прибалтийский фронт | 10-я гвардейская армия | 1-я стрелковая дивизия 185-я стрелковая дивизия                                                              | 990-й отдельный батальон связи 2890-я военно-почтовая станция | —          |
| 01.03.1944 | Резерв ставки ВГК       | 21-я армия             | 1-я стрелковая дивизия 165-я стрелковая дивизия 185-я стрелковая дивизия                                     | 990-й отдельный батальон связи 2890-я военно-почтовая станция | —          |
| 01.04.1944 | 2-й Белорусский фронт   | 70-я армия             | 38-я гвардейская стрелковая дивизия 1-я стрелковая дивизия                                                   | 990-й отдельный батальон связи 2890-я военно-почтовая станция | —          |
| 01.05.1944 | 1-й Белорусский фронт   | 70-я армия             | 76-я гвардейская стрелковая дивизия 1-я стрелковая дивизия                                                   | 990-й отдельный батальон связи 2890-я военно-почтовая станция | —          |
| 01.06.1944 | 1-й Белорусский фронт   | 70-я армия             | 38-я гвардейская стрелковая дивизия 1-я стрелковая дивизия                                                   | 990-й отдельный батальон связи 2890-я военно-почтовая станция | —          |
| 01.07.1944 | 1-й Белорусский фронт   | 70-я армия             | 38-я гвардейская стрелковая дивизия 1-я стрелковая дивизия                                                   | 990-й отдельный батальон связи 257-я полевая авторемонтная база 2890-я военно-почтовая станция | —          |
| 01.08.1944 | 1-й Белорусский фронт   | 70-я армия             | 38-я гвардейская стрелковая дивизия 1-я стрелковая дивизия                                                   | 990-й отдельный батальон связи 257-я полевая авторемонтная база 2890-я военно-почтовая станция | —          |
| 01.09.1944 | 1-й Белорусский фронт   | 70-я армия             | 38-я гвардейская стрелковая дивизия 76-я гвардейская стрелковая дивизия 160-я стрелковая дивизия             | 990-й отдельный батальон связи 257-я полевая авторемонтная база 2890-я военно-почтовая станция | —          |
| 01.10.1944 | 1-й Белорусский фронт   | 70-я армия             | 38-я гвардейская стрелковая дивизия 1-я стрелковая дивизия 165-я стрелковая дивизия                          | 990-й отдельный батальон связи 257-я полевая авторемонтная база 2890-я военно-почтовая станция | —          |
| 01.11.1944 | 1-й Белорусский фронт   | 70-я армия             | 38-я гвардейская стрелковая дивизия 1-я стрелковая дивизия 165-я стрелковая дивизия                          | 990-й отдельный батальон связи 257-я полевая авторемонтная база 2890-я военно-почтовая станция | —          |
| 01.12.1944 | 2-й Белорусский фронт   | 70-я армия             | 38-я гвардейская стрелковая дивизия 1-я стрелковая дивизия 165-я стрелковая дивизия                          | 990-й отдельный батальон связи 257-я полевая авторемонтная база 2890-я военно-почтовая станция | —          |
| 01.01.1945 | 2-й Белорусский фронт   | 70-я армия             | 38-я гвардейская стрелковая дивизия 1-я стрелковая дивизия 165-я стрелковая дивизия                          | 990-й отдельный батальон связи 257-я полевая авторемонтная база 2890-я военно-почтовая станция | —          |
| 01.02.1945 | 2-й Белорусский фронт   | 70-я армия             | 38-я гвардейская стрелковая дивизия 1-я стрелковая дивизия 165-я стрелковая дивизия                          | 990-й отдельный батальон связи 257-я полевая авторемонтная база 2890-я военно-почтовая станция | —          |
| 01.03.1945 | 2-й Белорусский фронт   | 70-я армия             | 38-я гвардейская стрелковая дивизия 1-я стрелковая дивизия 200-я стрелковая дивизия 369-я стрелковая дивизия | 990-й отдельный батальон связи 257-я полевая авторемонтная база 2890-я военно-почтовая станция | —          |
| 01.04.1945 | 2-й Белорусский фронт   | 70-я армия             | 38-я гвардейская стрелковая дивизия 165-я стрелковая дивизия 369-я стрелковая дивизия                        | 990-й отдельный батальон связи 257-я полевая авторемонтная база 2890-я военно-почтовая станция | —          |
| 01.05.1945 | 2-й Белорусский фронт   | 70-я армия             | 38-я гвардейская стрелковая дивизия 165-я стрелковая дивизия 369-я стрелковая дивизия                        | 990-й отдельный батальон связи 257-я полевая авторемонтная база 2890-я военно-почтовая станция | —          |
| 24.07.1945 | Северная группа войск   | —                      | 10-я гвардейская стрелковая дивизия 38-я гвардейская стрелковая дивизия 76-я гвардейская стрелковая дивизия  | 78-я гвардейская корпусная артиллерийская бригада 990-й отдельный батальон связи 101-й отдельный сапёрный батальон 257-я полевая авторемонтная база 500-й отдельный зенитный артиллерийский дивизион 313-й гвардейский миномётный полк 1436-й самоходно-артиллерийский полк 2890-я военно-почтовая станция | —          |
| 01.12.1945 | Северная группа войск   | —                      | 10-я гвардейская стрелковая дивизия 38-я гвардейская стрелковая дивизия 76-я гвардейская стрелковая дивизия  | 78-я гвардейская корпусная артиллерийская бригада 990-й отдельный батальон связи 101-й отдельный сапёрный батальон 257-я полевая авторемонтная база 500-й отдельный зенитный артиллерийский дивизион 313-й гвардейский миномётный полк 2890-я военно-почтовая станция                                      | —          |

## Награды и почётные наименования
| Награда (наименование)            | Дата награждения                                                                | За что получена |
| --------------------------------- | ------------------------------------------------------------------------------- | --- |
| Почётное наименование «Брестский» | присвоено приказом Верховного главнокомандующего № 0258 от 10 августа 1944 года | за отличия в боях за овладение городом Брест (за блестяще проведённую операцию по окружению и уничтожению окружённой Брестской группировки противника)                                          |
| Орден Красного Знамени            | награждён указом Президиума Верховного Совета СССР от 4 июня 1945 года          | за образцовое выполнение заданий командования в боях с немецкими захватчиками при овладении городами Барт, Бад Доберан, Нойбуков, Варин, Виттенберге и проявленные при этом доблесть и мужество |

## Командование корпуса

### Командиры
- Чанышев, Якуб Джангирович (17.08.1943 — 18.01.1944), генерал-майор;
- Колчигин, Богдан Константинович (20.01.1944 — 17.02.1944), генерал-лейтенант;
- Чанышев, Якуб Джангирович (18.02.1944 — 05.1946), генерал-майор, гвардии генерал-лейтенант[12][5][13];
- Соловьёв, Георгий Матвеевич (07.12.1944 — 14.12.1944), генерал-майор (ВРИД)

### Заместители командира по политической части
- Тилюпо Григорий Петрович (03.09.1944 — 28.03.1945), подполковник, с 22.02.1944 полковник;
- Хохлов Борис Николаевич (05.04.1945 — 28.08.1946), полковник[14]

### Начальники штаба
- Абдуллаев, Юсиф Мирза оглы (17.08.1943 — 10.1944), полковник;
- Шеремет, Михаил Иванович (11.1944 — 12.1945), полковник